# Bo Yikao
Bo Yikao (Chino: 伯邑考) fue el hijo mayor del Rey Wen de Zhou y hermano mayor del Rey Wu, quien fundó la dinastía Zhou en la antigua China.
Como miembro de la casa real Zhou, su nombre familiar era Ji. "Bo" se refiere a su estado como el hijo más viejo de su padre. "Yikao" puede haber sido su nombre personal o un nombre póstumo utilizado para propósitos rituales.
Se sabe que no heredó el dominio de su padre, viendo las leyes y costumbres hereditarias posteriores es muy probable que muriera antes que su progenitor. Historias como la del Fengshen Yanyi implican en ello al rey Zhou, último soberano Shang, y la narración tradicional de su muerte fue considerada por juristas chinos posteriores como la primera evidencia de muerte por mil cortes. Sin embargo, pasajes en el Libro de los Ritos y el Huainanzi hacen suponer que la herencia al trono de ese rey simplemente fue una rareza o incluso una tradición antigua de los zhou (en la historia tradicional consta que el bisabuelo de Bo Yikao, el rey Tai de Zhou, también había sido favorecido en lugar de su hermano mayor).

## En la ficción
En el Fengshen Yanyi, Bo Yikao es el hijo mayor y más sobresaliente de Ji Chang, el Duque del Oeste a finales de la dinastía Shang. Destaca en las artes y la música, en su piedad filial y en apostura. La novela relata el encarcelamiento de Chang en Youli (lo que es una realidad histórica) y afirma que Yikao fue con regalos para obtener su liberación. Durante la audiencia, la concubina del rey Zhou, Daji, encuentra atractivo al joven y le pide al rey que le deje enseñarle a tocar la cítara. Durante una de las lecciones, trata de seducirle, pero Yikao la rechaza y ridiculiza. El enamoramiento se transforma en odio y Daji por despecho informa al rey que el joven la ha molestado y se ha burlado del soberano en su música. Furioso, el rey ordena que sea ejecutado, descuartizado y preparados con sus restos unos pasteles de carne, que el rey envía a Ji Chang. Por su dominio de la adivinación, el gobernante ya había averiguado el destino de su hijo pero, para no despertar las sospechas del rey, se los come. Pensando que su fama como adivino no era tal, el rey permite marchar al duque. De regreso a casa, el duque vomita los pasteles, que se transforman en tres conejos blancos que son puestos al cuidado de la diosa de la luna, Chang'e.

## Ancestros
|  |                                                                                  |  |  |  |  |  |  |  |  |  |  |  |  |  |  |  |
|  | Ji (姬) Gong Zu (公祖) Gong Shu Zu Lei (公叔祖类) Líder del clan Zhou (周族首领) |  |  |  |  |  |  |  |  |  |  |  |  |  |  |  |
|  |                                                                                  |  |  |  |  |  |  |  |  |  |  |  |  |  |  |  |
|  |                                                                                  |  |  |  |  |  |  |  |  |  |  |  |  |  |  |  |
|  | Ji (姬) Dan (亶) Rey Tai de Zhou (周太王)                                        |  |  |  |  |  |  |  |  |  |  |  |  |  |  |  |
|  |                                                                                  |  |  |  |  |  |  |  |  |  |  |  |  |  |  |  |
|  |                                                                                  |  |  |  |  |  |  |  |  |  |  |  |  |  |  |  |
|  | 3er hijo: Ji (姬) Li (历) Rey Ji de Zhou (王季) Rey de Zhou (周王)               |  |  |  |  |  |  |  |  |  |  |  |  |  |  |  |
|  |                                                                                  |  |  |  |  |  |  |  |  |  |  |  |  |  |  |  |
|  |                                                                                  |  |  |  |  |  |  |  |  |  |  |  |  |  |  |  |
|  | 1.ª esposa: Jiang (姜) Youtai (有邰) desconocida Tai Jiang (太姜)                |  |  |  |  |  |  |  |  |  |  |  |  |  |  |  |
|  |                                                                                  |  |  |  |  |  |  |  |  |  |  |  |  |  |  |  |
|  |                                                                                  |  |  |  |  |  |  |  |  |  |  |  |  |  |  |  |
|  | Ji (姬) Chang (昌) Rey Wen de Zhou (周文王)                                      |  |  |  |  |  |  |  |  |  |  |  |  |  |  |  |
|  |                                                                                  |  |  |  |  |  |  |  |  |  |  |  |  |  |  |  |
|  |                                                                                  |  |  |  |  |  |  |  |  |  |  |  |  |  |  |  |
|  | 1.ª esposa: Ren (任) Zhiren (挚任) desconocida Tai Ren (太任)                    |  |  |  |  |  |  |  |  |  |  |  |  |  |  |  |
|  |                                                                                  |  |  |  |  |  |  |  |  |  |  |  |  |  |  |  |
|  |                                                                                  |  |  |  |  |  |  |  |  |  |  |  |  |  |  |  |
|  | 1er hijo: Ji (姬) desconocido Bo Yi Kao (伯邑考)                                 |  |  |  |  |  |  |  |  |  |  |  |  |  |  |  |
|  |                                                                                  |  |  |  |  |  |  |  |  |  |  |  |  |  |  |  |
|  |                                                                                  |  |  |  |  |  |  |  |  |  |  |  |  |  |  |  |
|  | 1.ª esposa: Si (姒) Youshen (有莘) desconocido Tai Si (太姒) Madre culta (文母)  |  |  |  |  |  |  |  |  |  |  |  |  |  |  |  |
|  |                                                                                  |  |  |  |  |  |  |  |  |  |  |  |  |  |  |  |
|  |                                                                                  |  |  |  |  |  |  |  |  |  |  |  |  |  |  |  |